# بول كوري (فرنسي)
بول فرانسوا غوستاف إتيان كوري (16 نوفمبر 1799 - 5 أكتوبر 1853) (بالفرنسية: Paul François Gustave Étienne Curie)‏ طبيب فرنسي. هو جد الفيزيائي الشهير بيار كوري (المعروف بأعماله حول الراديوم والكهرباء الضغطية)، وأيضا الفيزيائي جاك كوري.

## مسيرته
دكتور في الطب عام 1824، درس كتابات صمويل هانيمان عن المعالجة المثلية منذ عام 1832. تزوج من أوغسطين هوفر، وأنجب معها الطبيبة يوجين كوري. عاش في باريس من 1833 إلى 1835، ثم استُدعِيَ من قِبل وليام ليف إلى لندن لتأسيس مستوصف للمعالجة المثلية.